# Héctor Zelada
Héctor Miguel Zelada Bertoqui (Maciel, Santa Fe 1957. április 30. –) világbajnok argentin válogatott labdarúgókapus. 

## Pályafutása

### Klubcsapatokban
Pályafutását a Rosario Central csapatában kezdte, melynek színeiben két év alatt 92 mérkőzésen lépett pályára. 1978-ban Mexikóba a Club América együtteséhez szerződött. Pályafutása leghosszabb időszakát a Club Amércicánál töltötte, mellyel háromszor nyert mexikói bajnokságot, két alkalommal sikerült elhódítania a mexikói szuperkupa, egy alkalommal pedig a CONCACAF-bajnokok kupája serlegét is. 1988-ban az Atlante együtteséhez igazolt, ahol még két évig játszott.

### A válogatottban
Az argentin válogatott. tagjaként részt vett az 1986-os világbajnokságon, de egyetlen mérkőzésen sem lépett pályára.

## Sikerei, díjai
Club América
- Mexikói bajnok (3): 1983–84, 1984–85, Prode-85
- Mexikói szuperkupa (2): 1988, 1989
- CONCACAF-bajnokok kupája (1): 1987

Argentína
- Világbajnok (1): 1986